# Erdgasleitung

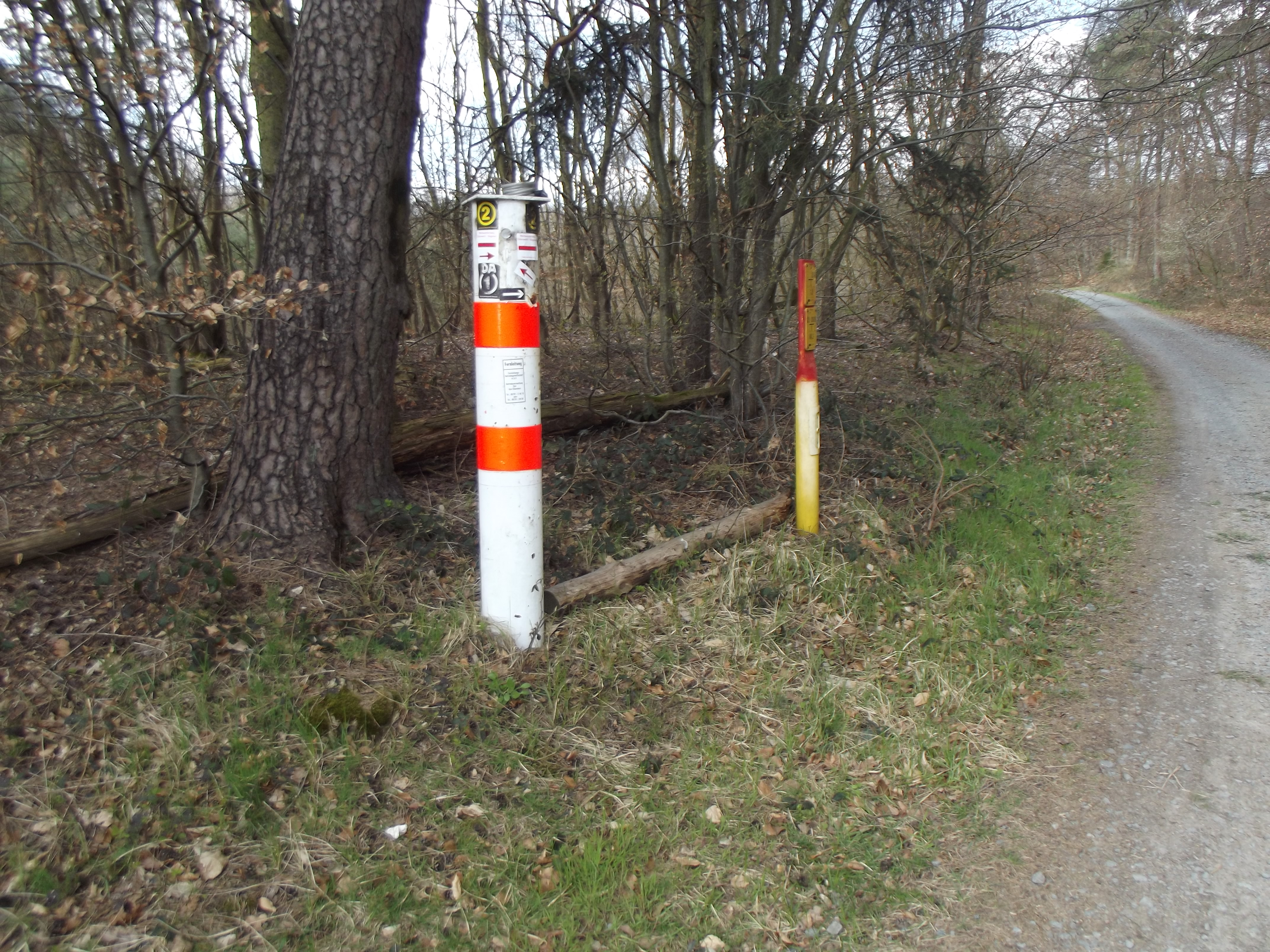
Kennzeichnung einer Ferngasleitung im Wald bei Darmstadt

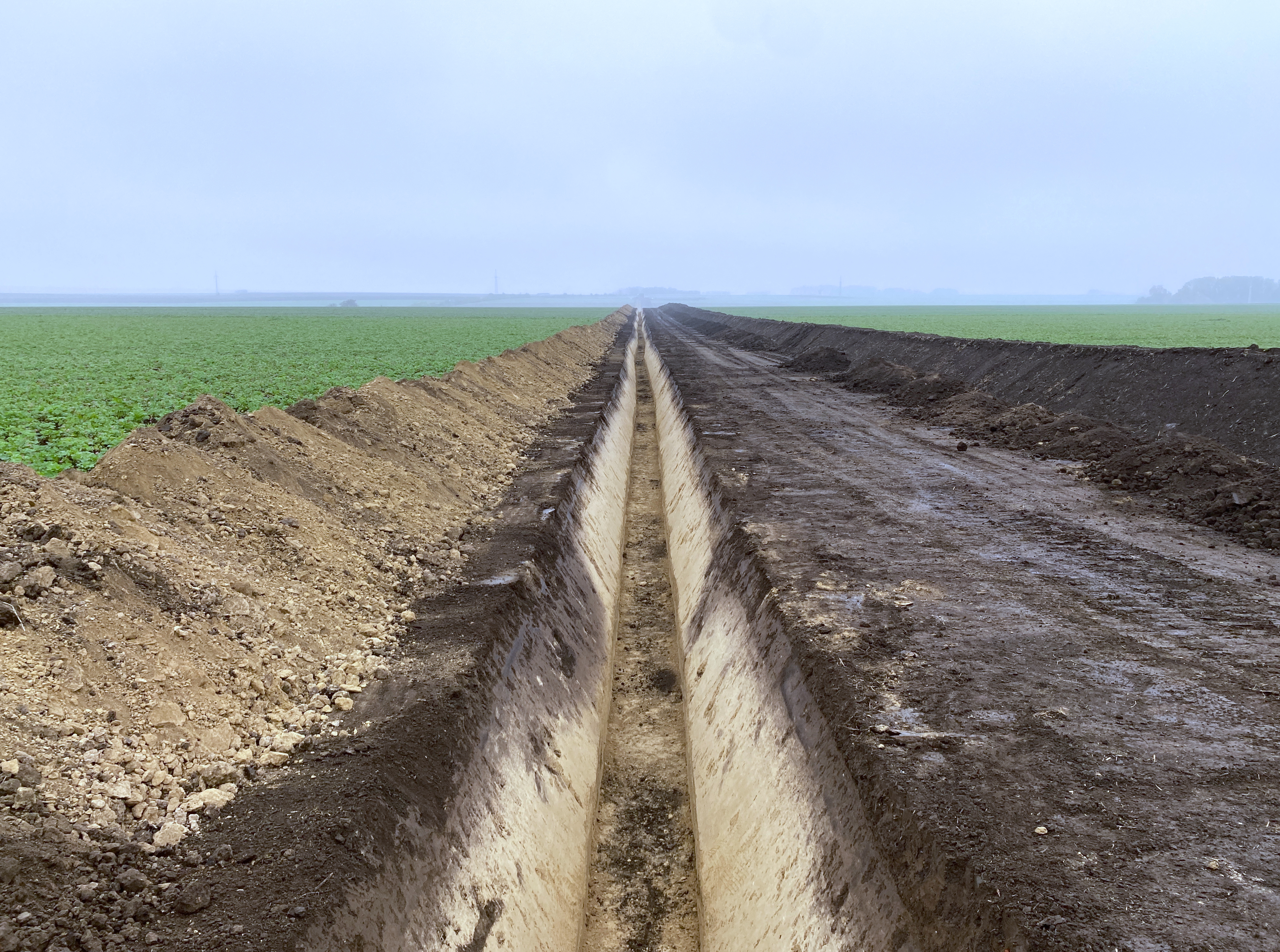
Grabungsarbeiten für eine Erdgasleitung in einem Acker am Ende der Wachstumsperiode im Herbst

Erdgasleitungen sind Rohrleitungen oder Pipelines, die dem Transport von Erdgas (und anderen Brenngasen) und deren Verteilung auf verschiedene Konsumenten dienen.

## Aufbau

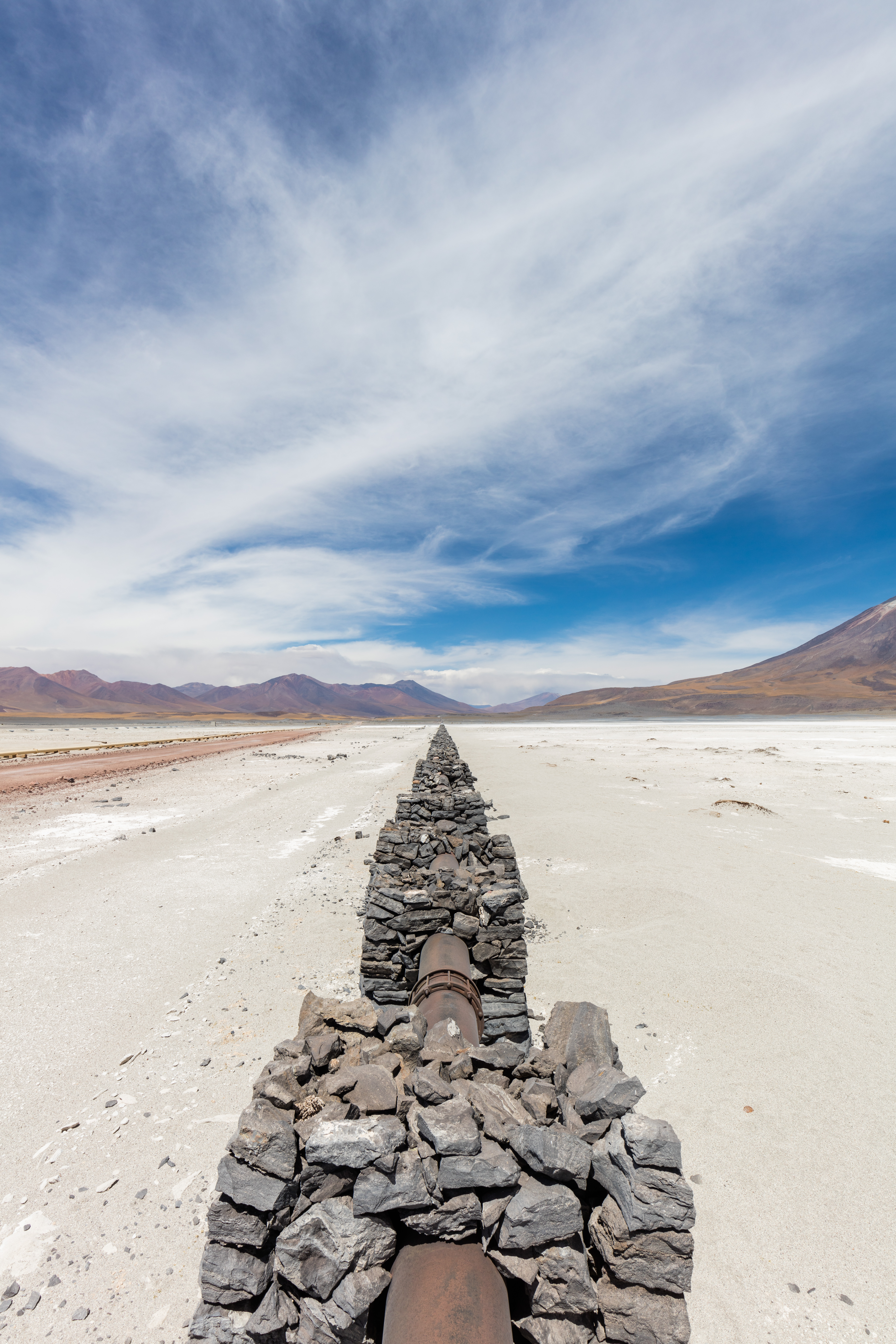
Erdgasleitung in der trockenen Region von Antofagasta, Chile

### Gelbe Farbe
Erdgasleitungen bestehen im Regelfall aus Metall (Stahl oder Guss) oder Kunststoffen (meist HDPE, seltener PVC) und können für internationale Energietransporte hunderte bis tausende von Kilometern lang sein. Sie werden seit 2007 / 2008 meist nach DIN 2403 durch die Farbe Signalgelb (RAL 1003) gekennzeichnet; die alte Farbe war Rapsgelb (RAL 1021).

### Durchmesser
Die Versorgung von Gemeinden und Stadtbezirken erfolgt durch unterirdische Leitungen, die bis zu einigen Dezimetern lichte Weite messen und unterhalb der Frostgrenze verlegt werden. Hingegen haben Leitungen in privaten Haushalten meist nur Nennweiten zwischen 1⁄2 und 2 Zoll (= DN 15–50 mm).
| Leitungsdurchmesserklasse | Nennweite DN                                           |
| ------------------------- | ------------------------------------------------------ |
| A                         | {\displaystyle x\geq 1000{\text{ mm}}}                 |
| B                         | {\displaystyle 700{\text{ mm}}\leq x<1000{\text{ mm}}} |
| C                         | {\displaystyle 500{\text{ mm}}\leq x<700{\text{ mm}}}  |
| D                         | {\displaystyle 350{\text{ mm}}\leq x<500{\text{ mm}}}  |
| E                         | {\displaystyle 225{\text{ mm}}\leq x<350{\text{ mm}}}  |
| F                         | {\displaystyle 110{\text{ mm}}\leq x<225{\text{ mm}}}  |
| G                         | {\displaystyle x<110{\text{ mm}}}                      |

Pipelines
Große Pipelines verlaufen oft in zwei oder mehr parallelen Strängen, um die mechanische Flexibilität kleinerer Rohrdurchmesser beim Verlegen zu nutzen und während Wartung, Reparatur oder Umbau an einer Röhre zumindest eine andere noch weiter in Betrieb belassen zu können. So hat Nord Stream in der Ostsee zwei parallele Rohre mit 1153 mm Innendurchmesser, zwei weitere parallele Stränge für Nord Stream 2 (Verfahren zur Inbetriebnahme wurde 2022 gestoppt) weisen ähnlichen Durchmesser auf, die Nabucco-Pipeline war mit 1220 mm Durchmesser geplant. South Stream durch das Schwarze Meer war 2014 mit 813 mm Außendurchmesser und 39 mm Wandstärke in bis zu 2200 m Meerestiefe geplant. Das Projekt EUGAL aus dem Jahr 2017 mit überwiegend zwei Strängen auf der 485 km langen Strecke von Lubmin nach Deutschneudorf sieht Rohrdurchmesser von 1420 mm vor. Auch die Leitung Kraft Sibiriens soll 1420 mm Durchmesser aufweisen, bei 3000 km Distanz und 98 bar Druck. Die 1804 km lange Transanatolische Pipeline (TANAP) wird an Land Rohre mit 1420 mm und 1220 mm Durchmesser haben, im Marmarameer jedoch 915 mm.

### Druck
Der Überdruck in Gasleitungen (gegenüber dem Raum außerhalb) liegt
- in Hochdruckleitungen bei über 1 bis 200 bar
- in Mitteldruckleitungen bei über 100 Millibar bis 1000 Millibar = 1 bar
- in Niederdruckleitungen (Straßen bzw. Hausanschlüsse) bei 100 Millibar und darunter, bis hinunter zu 20 Millibar.

Je nach Versorgungsgebiet werden auch Hausanschlüsse mit Mitteldruck betrieben, hier findet sich im Inneren des Gebäudes ein Druckminderer, der den erhöhten straßenseitigen Druck auf das im Gebäude benötigte Niveau senkt. Lange Meeresunterquerungen weisen typisch höhere Einspeisedrücke auf, während an Land in kürzeren Abständen Verdichterstationen gebaut werden.

### Verdichterstationen
In langen Pipelines reduziert sich der Druck durch den Strömungsverlust. Deshalb wird das Erdgas alle 100–300 Kilometer in Verdichterstationen komprimiert, um den Transportdruck wieder zu erreichen. Dafür wird bei Volllast rund 1 % des beförderten Erdgases je 250 km verbraucht.

### Sonstiges
Gasleitungen mit den geringsten Durchmessern im Millimeter-Bereich versorgen die Zündflamme in Heizkesseln oder Kleingeräte in Laboren. Sie sind durch Thermoelemente bzw. andere Ventile gegen Verlöschen der Zündflamme abgesichert, was etwa seit 2010 zunehmend durch Elektronik überwacht wird.
Eine Reihe von lösbaren und unlösbaren Verbindungen für Gasleitungen sind zugelassen,
Jede Gasleitung ist in einzelne Abschnitte gegliedert, deren verbindende Knoten technische Einrichtungen für die Betriebssicherheit und die Wartung der Leitung besitzen. Je nach der Dimension der Leitung bestehen letztgenannte Einrichtungen aus einfachen Gasschiebern, größeren Absperrventilen oder bei länderübergreifenden Erdgassträngen aus kompletten Kühl- bzw. Heiz- und Pumpstationen. Eine der ersten derart ausgestatteten Gasleitungen war die südeuropäische Trans Adriatic Pipeline.
Gasleitungen größerer Durchmesser werden für Bearbeitung, Prüfung und Reinigung mit Molchen befahren. Damit eine Leitung molchfähig ist, muss der Innendurchmesser gleichbleibend sein, müssen Kurven einen Mindestradius aufweisen und müssen Schieber und Kugelhähne das Lumen vollständig freigeben. Es braucht Molchschleusen, zur Navigationsunterstützung auch Molchsender als Kilometersteine am Rohr.

## Sicherheit

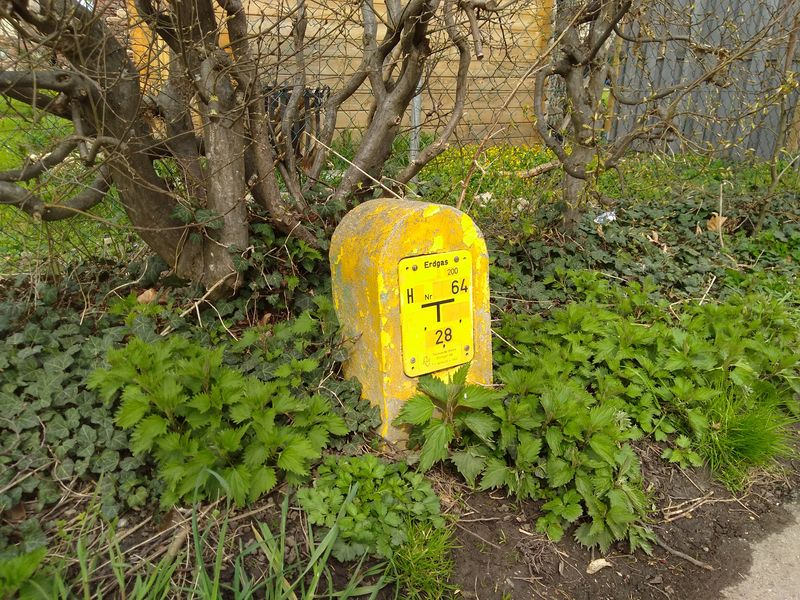
Oberirdische Markierung einer unterirdischen Erdgasleitung mittels eines Trassierungssteins

In den 1970er Jahren wurden die meisten Verbrauchernetze von Stadtgas auf das ungiftige Erdgas umgestellt. Es wird mit Geruchsstoffen versehen (Odorierung), um ein unkontrolliertes Ausströmen riechen zu können. So kann auch eine grobe Prüfung erfolgen, ob die Hausleitungen dicht sind. Die Odorierung ist ab einer Konzentration von rund 300 ppm mit der Nase feststellbar, was weit unter der unteren Explosionsgrenze liegt.
Ein gravierender Nachteil des Erdgases ist aber sein im Vergleich zum "feuchten" Stadtgas nur äußerst geringer Wasserdampfgehalt, wodurch alte Leitungen am Dichthanf an Gewindeverbindungen durch Austrocknen undicht werden können. Besonders anfällig hierfür sind die früher benutzten „Langmuffen“. Dies führte in der Umstellungszeit zu Bauschäden in Stadtgebieten. Eine regelmäßige Kontrolle von Gasleitungen aus verzinktem Stahl in der Hausinstallation ist daher empfehlenswert, um Undichtigkeiten früh zu entdecken. Jedoch werden die Gasleitungen in der Hausinstallation fast ausschließlich nur noch in Kupfer oder NiRo-Stahl verlegt und mit O-Ring gedichteten Fittings verpresst, sodass die Wahrscheinlichkeit für Undichtigkeiten sehr gering ist. Davor wurden Leitungen in Häusern mit 1–2 Zoll Durchmesser in „schwarzen“ Eisenrohren autogen verschweißt ausgeführt, was jedoch hohe handwerkliche Fertigkeit verlangte. Viel früher waren auch Leitungen aus Blei üblich, die den großen Vorteil hatten, leicht gebogen und verlegt werden zu können. Da das weiche Material aber leicht beschädigt werden konnte, wurden sie bereits in der ersten Hälfte des 20. Jahrhunderts verboten.
Erdverlegte Gas- und Stromleitungen müssen aus Sicherheitsgründen mit einem Mindestabstand verlegt werden. Dieser kann unterschritten werden, wenn elektrische Isolation und explosionshemmende Belüftung gewährleistet ist. In einem seltenen Fall löste ein Schaden an einem Erdkabel einen elektrischen Lichtbogen aus, der eine Kunststoff-Erdgasleitung beschädigte, was letztlich zu einer Gasexplosion führte. Seitdem ist eine extra isolierende Zwischenlage vorgeschrieben, wenn sich Erdgas und Stromleitungen in der Erde kreuzen. Erdverlegte Gasleitungen aus Stahl werden zur Sicherung gegen die feuchte Umgebung des Bodens mit einem Schutzmantel aus Polyethylen versehen. Dieser soll eine Rostbildung und der damit verbundenen Schwächung des Rohrmaterials vorbeugen. Gasleitungen mit erhöhtem Schutzbedarf, etwa Gashochdruck-Leitungen, werden zusätzlich mittels kathodischer Schutzmaßnahmen gesichert.

## Erfassung
Unterirdische Gasleitungen werden zunehmend durch einen speziellen Leitungskataster erfasst, in den alle Wartungs- und Baufirmen ihre Daten eintragen müssen. Daher werden in einigen Jahren die öffentlichen Netze fast vollständig erfasst sein, während die privaten Zuleitungen ohnehin der amtlichen Überprüfung unterliegen.
Der Leitungskataster wird im Regelfall von der Kommune, im weiteren Umfeld vom Bundesland geführt. Er enthält neben den wichtigsten Daten zur jeweiligen Leitung vor allem deren Lagekoordinaten und die mittlere Verlegungstiefe. Zunehmend werden Leitungen aller Art in gemeinsamen Kabelkanälen verlegt, um eine raschere Behebung von Schäden zu ermöglichen. Zusätzlich werden Gasleitungen seit vielen Jahren etwas oberhalb mit einem gelben Kunststoffband markiert, um bei Aufgrabungen dem Baggerführer die kritische Tiefe anzuzeigen.